# Cian
El cian és un color entre blau i verd. Està definit per la llum amb una longitud d'ona entre els 500 i els 520 nm.
En el model de color subtractiu o CMYK, usat en pintura i arts gràfiques, el cian és un dels colors primaris, juntament amb el magenta i el groc; barrejant pigments d'aquests colors en diferents proporcions hom pot obtenir tota la resta de colors. En aquest model el cian és el color complementari del vermell, és a dir, que els pigments de color cian absorbeixen la llum vermella i reflecteixen la resta. En el model de color additiu o RGB, usat per a produir colors en pantalles i altres fonts lluminoses, el cian és un color secundari, produït barrejant quantitats iguals de llum verda i blava. Tot i que el nom "cian" és el mateix en els dos àmbits, els colors són diferents; més avall es descriuen les diferències.

## Etimologia
El nom "cian" deriva del grec κύανος, transliterat kianos, que de fet designava un altre color: "blau" o "blau fosc". Fins no fa gaires anys s'ha emprat més com a prefix o infix que com a nom de color. Efectivament, el lexema cian o ciano és present en mots compostos o derivats cultes que tenen a veure amb el color blau, per exemple: cianur i les substàncies químiques relacionades amb ell, cianosi, antocianina, cianòmetre, cianobacteri.

## Tonalitats de cian
El color cian pot variar en termes de tonalitat, saturació, lluminositat o qualsevol combinació d'aquestes característiques. Les diferències en aquests valors també es poden anomenar matisos; a la figura de la dreta se'n mostren uns quants.
La nomenclatura dels colors és subjectiva. Molts tons de cian amb un to blavós s'anomenen blaus i de la mateixa manera, els que tenen una tonalitat verdosa s'anomenen verds.
El turquesa, el color de la pedra amb el mateix nom, és un to del cian tirant cap a verd. El blau cel, que designa el color d'un cel clar, és un cian tirant cap al blau. Altres colors de la gamma de colors cians són el blau elèctric, l'aiguamarina i altres descrits com a blau verd.

### Model subtractiu i model additiu
Tot i que hi ha un color secundari en el model additiu anomenat cian i un color primari en el model subtractiu anomenat també cian, poden ser substancialment diferents. El color cian de les tintes d'impressió sol estar més saturat que el cian del model additiu, depenent de quin espai de color RGB i també quina tinta es consideri. En general el cian d'impressió sol quedar fora de la gamma RGB i no hi ha una conversió fixa de primaris CMYK a RGB. A les tintes d'impressora s'utilitzen diferents formulacions, de manera que, fins i tot imprimint un color cian pur, hi pot haver variacions. Això es deu al fet que la barreja de colors subtractiva del món real (a diferència de l'additiva) no produeix el mateix resultat de manera coherent quan es barregen colors aparentment idèntics, ja que les freqüències específiques filtrades per a produir un determinat color afecten la seva interacció amb altres colors.

## Història
El color cian ha tingut un significat cultural durant mil·lennis. A les civilitzacions antigues, la pedra turquesa, valorada pel seu atractiu estètic, era una joia molt apreciada. La turquesa es presenta en una varietat de tons des del verd fins al blau, però els tons cian són especialment freqüents.
Fa aproximadament 3700 anys es va confeccionar a la Xina un joiell elaborat amb més de 2000 peces de turquesa i jade. Molts estudiosos xinesos el consideren la representació més antiga en forma de drac.
En la civilització asteca les joies de turquesa tenien un significat important i les utilitzaven tant amb finalitats simbòliques com decoratives. Els asteques veneraven la turquesa, n'associaven el seu color amb el paradís, l'aigua i el déu Quetzalcóatl.
Els antics egipcis interpretaven els tons cians com a representacions de la fe i la veritat, mentre que els tibetans els consideraven un símbol de l'infinit.
Les tonalitats cians van trobar en diverses cultures un ús creixent en estructures religioses i en obres d'art, com hom pot observar, per exemple, en la cúpula de la mesquita de Goharshad a l'Iran, construïda el 1418, o en quadres renaixentistes com La visitació, on Jacopo da Pontormo pintà de color cian la túnica de Maria, mare de Jesús.
A la dècada de 1870 l'escultor francès Frédéric Bartholdi va començar la construcció del que després seria l'Estàtua de la Llibertat. Amb el pas del temps, l'exposició als elements va fer que l'estructura de coure desenvolupés la seva pàtina característica, de color denominat usualment cian icònic. Des de finals del segle XIX i principis del XX hi va haver un augment notable en l'ús del color cian.
Els impressionistes, com Claude Monet en els seus famosos Nenúfars, van incorporar els tons cian a les seves obres. Apartant-se de la tendència tradicional de pintar el color real en condicions d'il·luminació neutres, l'objectiu d'aquells artistes fou representar amb precisió el color percebut i la influència de la llum en l'alteració de les tonalitats dels objectes. I la llum del dia juga un paper fonamental a l'hora de canviar el color percebut dels objectes cap a tons cian.
- Serp asteca de doble cap.
- Gerro egipci del Baix imperi d'Egipte.
- Cúpula de la mesquita de Goharshad.
- Pontormo, La Visitació de Carmignano

Per les seves propietats físiques, el coure i alguns dels seus aliatges, com ara el bronze, s'han usat sovint en escultures i en arquitectura, sobre tot en portes i teulades. Amb el pas del temps, l'exposició d'aquests materials a l'atmosfera crea una capa de compostos de coure (òxids, carbonats, sulfurs i sulfats), anomenada pàtina, amb una característica tonalitat cian. Aquest color es pot veure en molts edificis històrics com ara en les portes de la mesquita de Santa Sofia d'Istanbul, en teulades d'edificis com la Catedral de Santa Maria de Hildesheim, instal·lada el 1280, en l'ajuntament d'Hamburg, o en monuments com l'estàtua de la Llibertat a Nova York.
- Catedral de Hildesheim.
- Ajuntament d'Hamburg.
- Estàtua de la Llibertat.

A finals del segle XIX, mentre persistia la nomenclatura tradicional de vermell, groc i blau, la indústria gràfica va iniciar un canvi cap a la utilització de tintes magenta i cian per als tons vermell i blau. Aquesta transició pretenia establir la gamma de colors més versàtil possible amb només tres colors primaris. El 1949, un document de la indústria de la impressió deia: "El conjunt de quatre colors consta de groc, vermell (magenta), blau (cian), negre". Aquesta pràctica d'etiquetar magenta, groc i cian com a vermell, groc i blau va continuar fins als anys 1960. Així, tot i que les tonalitats emprades van anar evolucionant, la indústria gràfica va mantenir l'ús dels termes històrics vermell, groc i blau i, per tant, es fa difícil assenyalar amb exactitud la data a partir de la qual es va utilitzar el cian com a color primari formant part del conjunt CMYK.
El 1991 l'HP Deskwriter 500C va ser la primera impressora domèstica a oferir la impressió en color com a opció. Va utilitzar cartutxos d'impressió d'injecció de tinta intercanviables en negre i en color (cian, magenta i groc). Amb la inclusió de la tinta de colors a les impressores, el terme "cian" i també "magenta" s'han popularitzat, tant a l'àmbit domèstic com laboral.

## El cian a la natura

### El color de l'aigua
- L'aigua pura és gairebé incolora. Absorbeix, però, una mica més de llum vermella que blava, fet que dóna a grans volums d'aigua un to blavós; l'augment de la dispersió de la llum blava a causa de les partícules fines presents a l'aigua canvia el color blau cap al verd i genera un color típicament cian.[13]

### Bacteris
- Els cianobacteris, uns bacteris gram-negatius amb un característic color blau-verdós, són una baula important de la cadena alimentària.[14]

### Astronomia
- El planeta Urà és de color cian a causa de l'abundància de metà a la seva atmosfera. El metà absorbeix la llum vermella i reflecteix la llum blava-verda, de manera que els observadors el veuen com a cian.[15]

### Energia
- El gas natural (metà), utilitzat en moltes cuines domèstiques de gas, té una flama de color cian quan es crema amb una barreja d'aire.[16]

### Medicina
- La cianosi és una coloració blavosa anormal de la pell, generalment signe d'hipòxia; els pacients solen descriure's com a "cianòtics".[17]

- La cianòpsia és un símptoma caracteritzat per una tinció blava de la visió. És un efecte secundari que hom experimenta a vegades després d'una operació de cataractes.[18]

## El cian a la tecnologia

### La web i la impressora
- Els colors web són més vius que els utilitzats en el sistema CMYK i els colors web no es poden reproduir amb precisió en una pàgina impresa. Per a reproduir el color cian de la web en una impressora cal afegir una mica de tinta blanca al damunt del cian, de manera que quan es reprodueix a la impressió el cian no és un color subtractiu primari. S'anomena aqua des de temps antics perquè és un color associat habitualment a l'aigua, com la d'una platja tropical.[19]

### Fotografia
- La cianotípia és una tècnica de reproducció monocroma anterior a l'ús del terme "cian" com un color. Es basa en el pigment blau de Prússia i produeix una impressió de color "blau cian".[20]

## Galeria

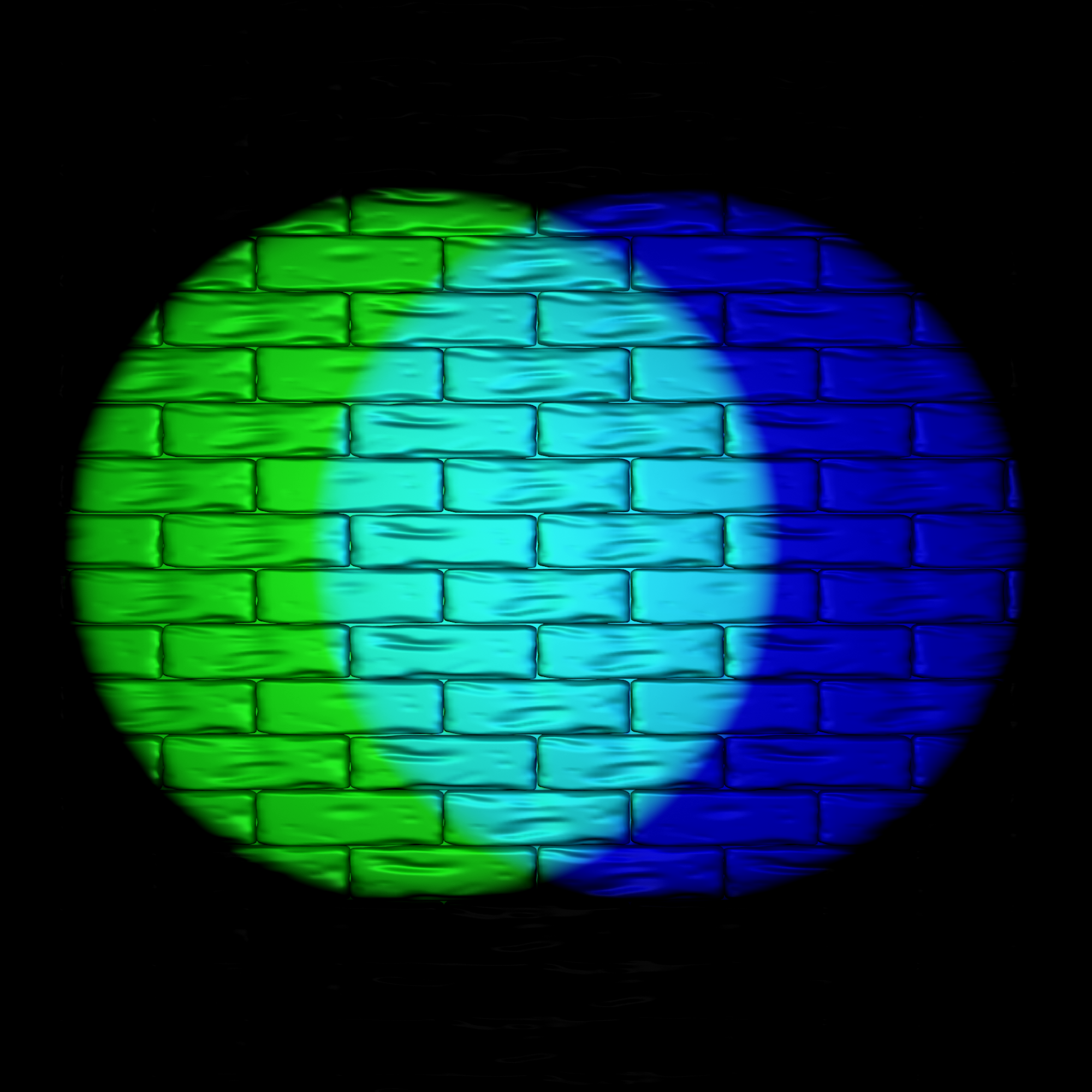
En el model de color RGB, que s'utilitza per a generar els colors a les pantalles d'ordinador i TV, el cian es crea mitjançant la combinació de llum verda i blava.
A la roda de colors RGB i CMY(K), el cian es troba a mig camí entre el blau i el verd.
En el model de color CMYK, utilitzat en la impressió en color, el negre s'obté combinant cian, magenta i groc. A la pràctica, com que les tintes no són perfectes, s'hi afegeix una mica de tinta negra.
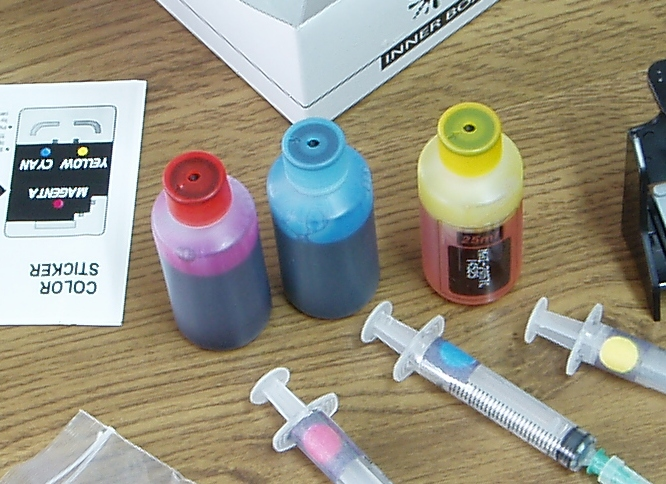
Les impressores de color actuals utilitzen tinta magenta, cian i groga per a produir una àmplia gamma de colors.
El cian i el vermell són colors complementaris a la majoria dels espais de color (mesclar-los en quantitats iguals produeix un color acromàtic). Tenen un fort contrast.
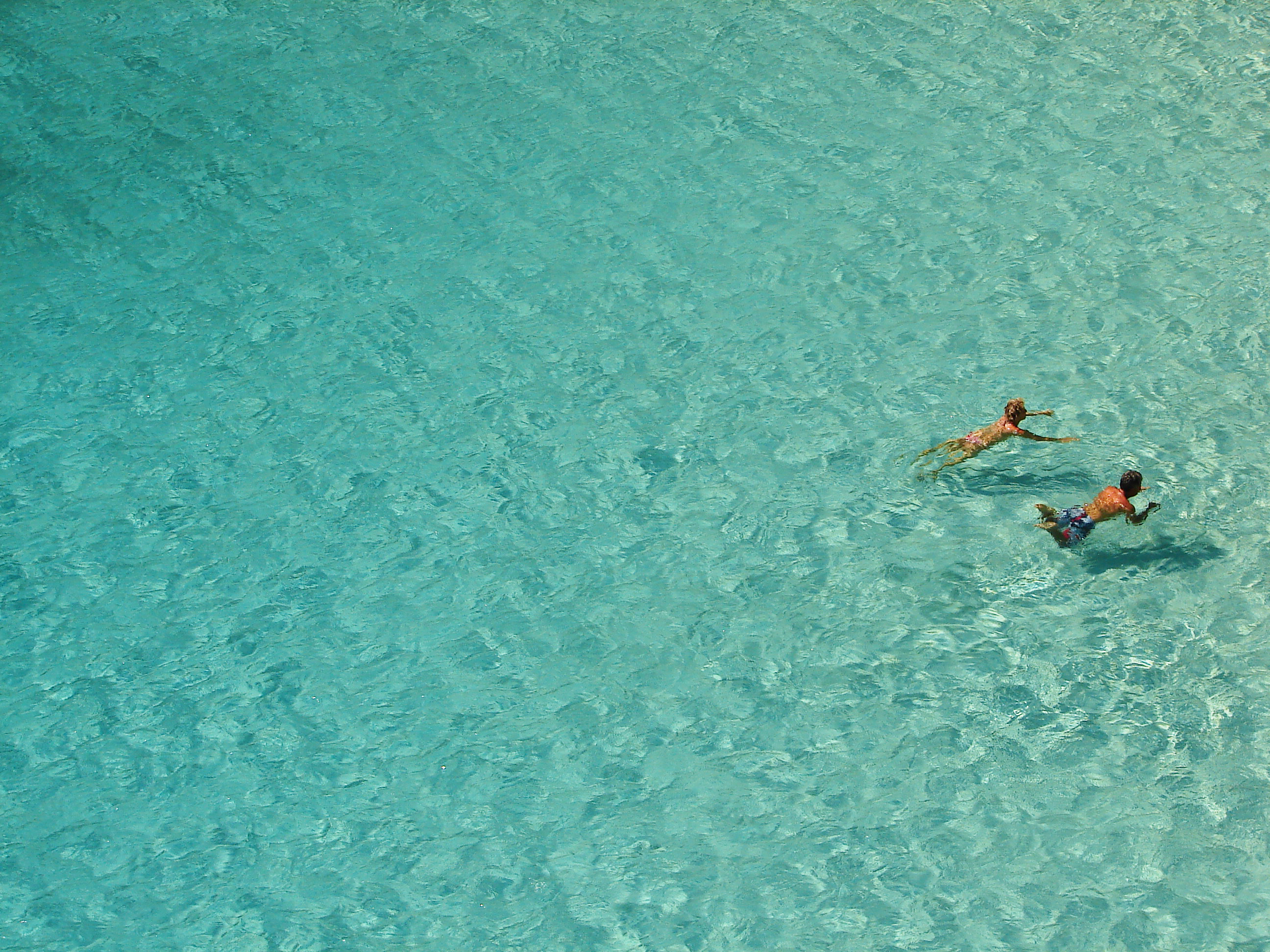
El cian és el color de les aigües poc profundes sobre una platja de sorra. L'aigua absorbeix el color vermell de la llum solar i deixa un color blau verdós.
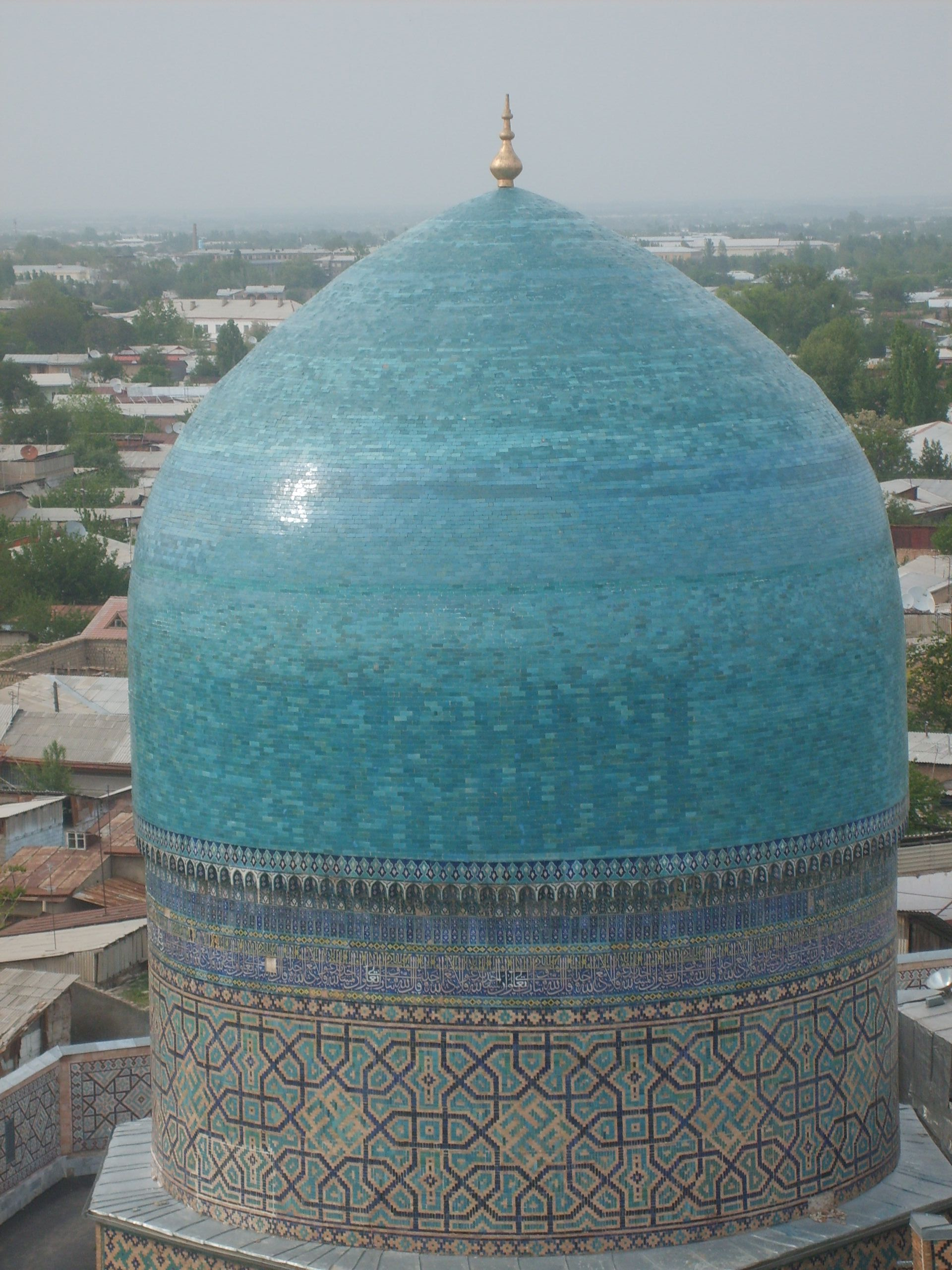
La cúpula de la mesquita Tilla Kari a Samarcanda, Uzbekistan (1660) és de color cian. El color és àmpliament utilitzat en arquitectura a Turquia i Àsia Central.
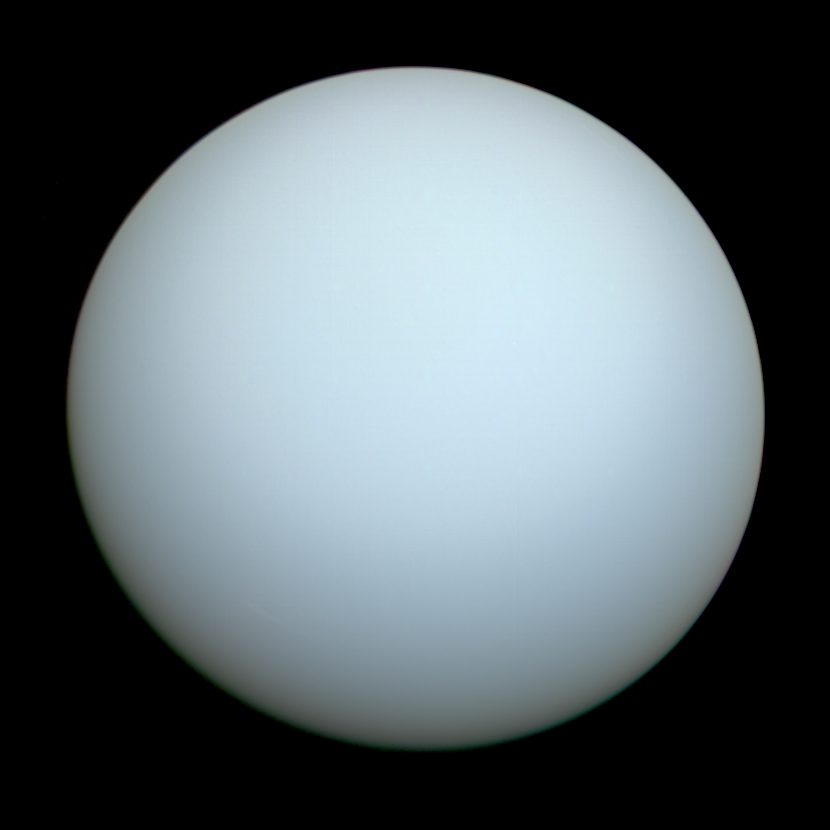
El planeta Urà, vist des de la sonda Voyager 2. El color cian prové d'una combinació de gas metà i boira a l'atmosfera del planeta.
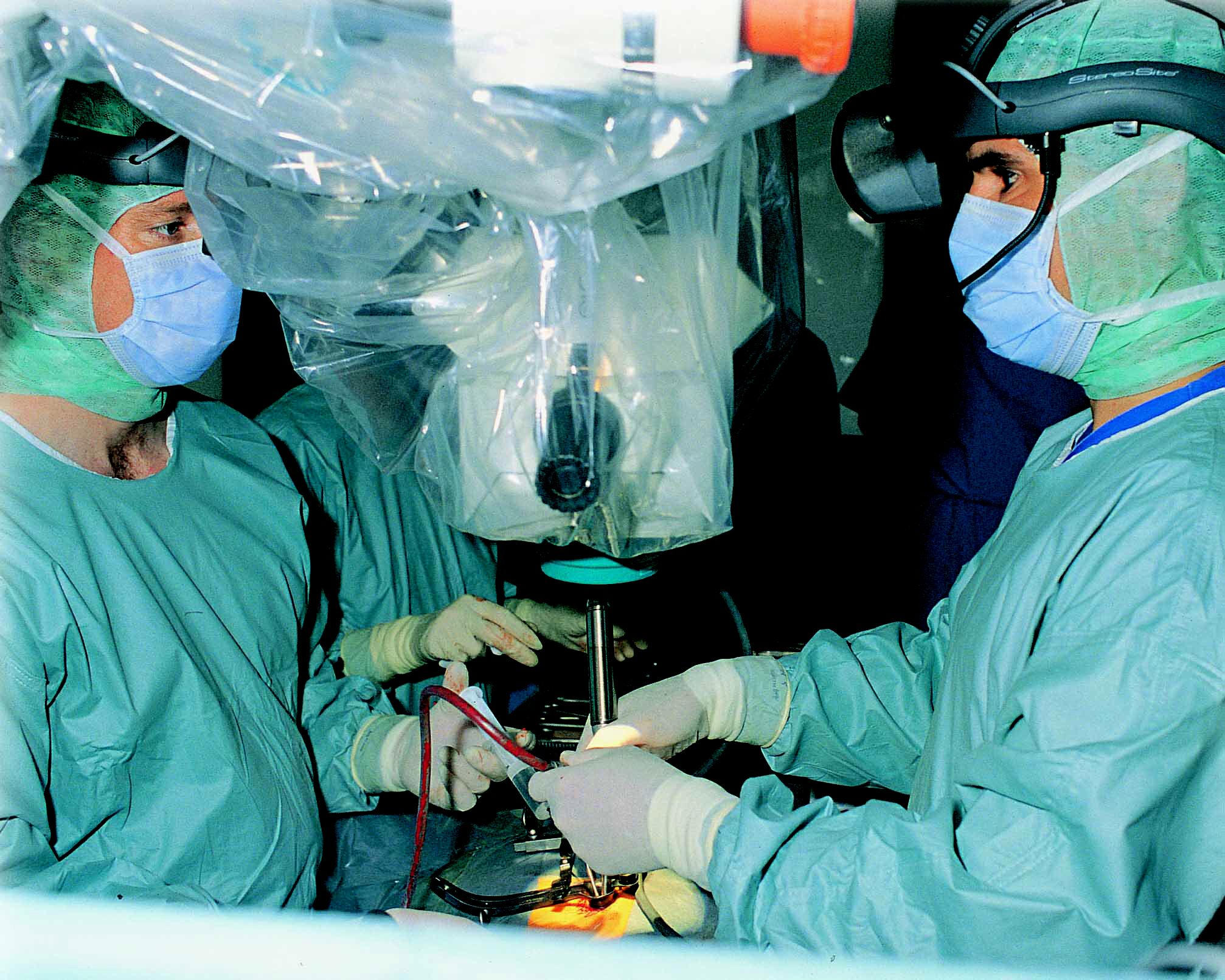
Un equip quirúrgic a Alemanya. S'ha suggerit que els cirurgians i les infermeres van adoptar bates i quiròfans de color cian perquè contrasta amb el color de la sang vermella, reduint així l'enlluernament,[21] encara que l'exactitud d'aquesta afirmació és qüestionable.
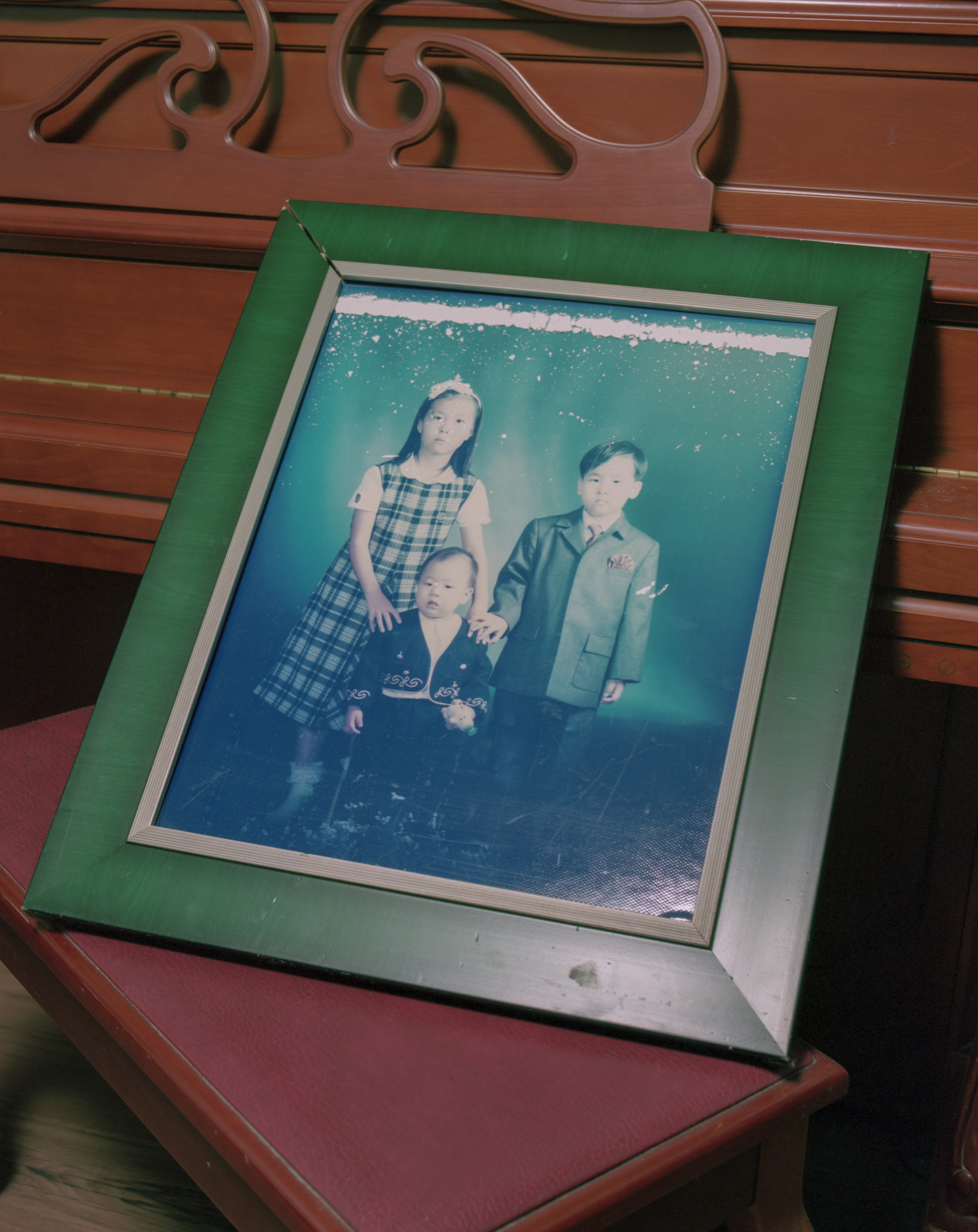
Els pigments de les fotografies en color es degraden a diferent velocitat i poden donar lloc a tons cian.